# Csoór Lajos
Csoór Lajos (Aszód, 1893. január 21. – Budapest, 1963. április 18.) magyar újságíró, lapszerkesztő, lapkiadó, országgyűlési képviselő, termelőszövetkezeti tag.

## Élete
1893-ban született Aszódon, Csoor Jenő vasúti felügyelő és Danyek Ilona római katolikus szülők gyermekeként. Kilenc éves volt, amikor elvesztette apját, attól fogva édesanyja egyedül nevelte őt és három fiatalabb testvérét, sok nélkülözés között és nehéz munkákat vállalva. Középiskoláit a nagyváradi premontrei gimnáziumban végezte, majd ugyancsak Nagyváradon elvégezte a jogi akadémiát is. Az első világháború alatt szinte végig frontszolgálatot teljesített, meg is sebesült és több kitüntetést is elnyert, végül tartalékos hadnagyként szerelt le.
1918-ban az Országos Magyar Földbérlő Egyesülethez került fogalmazónak, majd titkár, végül igazgató lett. 1925-ben megalapította A Föld című kisgazda politikai hetilapot, majd miután azt betiltották, újabb hasonló lapokat indított Igazság, illetve Kisiparosok Lapja címmel. Több könyve, kisebb – füzet terjedelmű – írása és sok szakcikke jelent meg; szépirodalmi tevékenységet is kifejtett, mint lírikus és mint novellista egyaránt.
1935-ban országgyűlési képviselőnek is megválasztották, a turai választókerületben jutott mandátumhoz a Népakarat Párt színeiben. A Parlamentben rendkívül aktív felszólaló volt, szinte minden vitához hozzászólt, hogy kifejezésre juttassa a kistelepülések dolgozó lakosságának felfogását és igen sűrűn interpellált is, szintén vidéki kérdések kapcsán. Ezek miatt szélsőjobboldali képviselőnek tekintették, noha sok tekintetben határozottan a kormányzati álláspont mellett állt ki. Az 1939-es választáson a régi kerülete – amely akkorra kibővült és az aszódi választókerület nevet kapta – közel 80 %-os szótöbbséggel választotta újra, két ellenjelölttel szemben.
Felesége Filiette Anna volt, akivel 1920-ban kötött házasságot Budapesten.

## Művei
- Az ingatlanforgalom és a földbérletek új szabályozása (1919)